# Gaboto (Santa Fé)
Gaboto (também conhecida como Puerto Gaboto) é uma comuna da Argentina localizada no departamento de San Jerónimo, província de Santa Fé.